# Синкраю-де-Муреш
Синкраю-де-Муреш (рум. Sâncraiu de Mureș) — село у повіті Муреш в Румунії. Адміністративний центр комуни Синкраю-де-Муреш.
Село розташоване на відстані 264 км на північний захід від Бухареста, 3 км на захід від Тиргу-Муреша, 74 км на схід від Клуж-Напоки, 129 км на північний захід від Брашова.

## Населення
За даними перепису населення 2002 року у селі проживали 4235 осіб.
Національний склад населення села:
| Національність | Кількість осіб | Відсоток |
| -------------- | -------------- | -------- |
| румуни         | 1997           | 47,2%    |
| угорці         | 1898           | 44,8%    |
| цигани         | 334            | 7,9%     |

Рідною мовою назвали:
| Мова      | Кількість осіб | Відсоток |
| --------- | -------------- | -------- |
| румунська | 2080           | 49,1%    |
| угорська  | 2004           | 47,3%    |
| циганська | 148            | 3,5%     |